# Heroi en dos mons
Heroi en dos mons (xinès simplificat: 刺杀小说家; xinès tradicional: 刺殺小說家; pinyin: Cìshā Xiǎoshuōjiā) és una pel·lícula de fantasia, acció i aventures xinesa de 2021 dirigida i escrita per Lu Yang i produïda per Ning Hao. Es va estrenar el 12 de febrer de 2021, a l'any nou lunar. Està basada en la novel·la homònima de Shuang Xuetao i la seva seqüela Godslayer. Ha estat doblada i subtitulada al català.

## Sinopsi
La pel·lícula segueix la recerca de Guan Ning (Lei Jiayin) de la seva filla perduda, a qui creu que va ser segrestada per traficants. Finalment és contactat per una poderosa corporació que l'allista per matar un jove autor la novel·la de fantasia del qual sembla estar alterant la seva realitat.

## Repartiment
- Lei Jiayin Lei com a Guan Ning
- Yang Mi com a Tu Ling
- Dong Zijian com a Kongwen Lu
- Tong Liya
- Hewei Yu
- Guo Jingfei com a Armadura Negra

## Producció
Un avençament de la pel·lícula es va llançar el gener de 2021 amb subtítols en anglès. La postproducció va durar més de dos anys.

## Crítica
La pel·lícula va rebre una qualificació positiva del 92% a Rotten Tomatoes, amb una qualificació mitjana de 7.2/10.